# Smírnovka
Smírnovka (en rus: Смирновка) és un poble (un possiólok) deshabitat de la República de Mordòvia, a Rússia, segons el cens del 2010 no tenia cap habitant, pertany al municipi de Sabantxéievo.